# Phyllopodium pubiflorum
Phyllopodium pubiflorum är en flenörtsväxtart som beskrevs av O.M. Hilliard. Phyllopodium pubiflorum ingår i släktet Phyllopodium och familjen flenörtsväxter. Inga underarter finns listade i Catalogue of Life.